# セッド
セッド（英：Thed）は、ファンタジーテーブルトークRPG『ルーンクエスト』の背景世界グローランサに登場する架空の神性。混沌神にして世界に混沌の侵入をもたらした不浄の三神の一柱、略奪と暴行の女神であるとともに、グローランサの代表的な混沌の種族であるブルー (broo) の種族母神としても知られる。

## 神話
不浄の三神の筆頭にして狂える神ラグナグラー (Ragnaglar) によって暴行を受ける前は、セッドは名も知られぬ小神の一人に過ぎなかった。ラグナグラーは幼いころに嫉妬深い巨人たちによる拷問を受けて気がふれており、セッドはその代償をラグナグラーの代わりに一族の長であるとともにラグナグラーの弟でもあるオーランスに求めた。
兄の所業を恥じ、また一族の長として公正であろうとした若い日のオーランスはセッドの訴えを認め、ラグナグラーを正式にセッドの夫として一族に迎え入れ、さらに一族に対する面当てにも等しい暴行の女神となることを認めざるを得なかった。
ラグナグラーとセッドの子孫が、ブルーとして知られるヤギの頭と蹄を持つ半獣半人の一族である。ブルーはほとんどが雄であり、セッドによる加護のもとで他の生物を孕ませて繁殖することができる（なお。相手が男性であっても孕ませることは可能であり、時には植物や鉱物との間で繁殖することすらある）。ブルーの幼体は母体を食い破ることによってこの世に生まれ出る。
後に小暗黒期と呼ばれる混乱の最中に、セッドはラグナグラーとその妾である暗黒の精霊マリアと語らって世界に混沌の侵入を手引きし、不浄の三神として神話に呪われた名前を残すことになった。このとき世界に侵入してきた混沌により引き起こされた破壊と殺戮の嵐は、後に大暗黒として知られることになる。
大暗黒期にセッドはカイガー・リートールに打ちのめされて生皮を剥がれた。グローランサの神話では以降、ブルーは求心力を失い、大規模な軍事的、政治的集団を作ることができなくなった、とされる。
しかし、非人類としては今なおブルーは全世界規模で一般的な混沌の勢力であり、必然的にセッド信仰も全混沌神中最大の勢力を誇るといえる。

## 他の混沌神
セッドおよびセッドを含む不浄の三神はグローランサにおける典型的な邪神、混沌神である。セッドへの入信は希望者がブルーに生まれ変わることを意味し、病の女神マリアはセッドとラグナグラーの子供たちにありとあらゆる病への免疫を与えると同時に、ありとあらゆる業病のキャリアとして世界中にその病を振りまくことを教えている。
自らが受けた仕打ちを他者にも強い、あるいは自分だけが助かるために、積極的に加害者の側に回ろうとするというアプローチによって、ある意味においてのエントロピーを増大させるのがグローランサの典型的な混沌の振る舞いであると考えられる。なお、ブルーになるなどの混沌による汚染は以後永久に取り除けないものとして、恐怖と忌避の対象とされる。
混沌神同士に積極的な交流、友好関係はないが、以下のような混沌神が著名な邪神、敵役として知られる。
バゴッグ(Bagog)
サソリの女神。上半身が人間で下半身がサソリという混沌の種族「スコーピオンマン」の祖先神。被害者を貪り食ってその姿のサソリ種族を産む。
ガーク(Gark)
ゾンビの神。虐げられた農民や貧困にあえぐ村に訪れ、現世救済をささやく。入信したものに与えられるのは安らぎではなく、生ける屍として邪神の司祭に使役されての永遠である。ほかにアンデッドに関連した神性としては、水野良の手によって小説『ヘンダーズ・ルインの領主』でも触れられたヴァンパイアの神ヴィーヴァモートなどが知られる。
クラーシト（Krasht）
暗殺者の女神。明らかに11世紀イスラム圏で猛威を振るったアサシン教団の影響が見られ、顎（あぎと）と呼ばれる聖職暗殺者を教団で養い、飼いならしている。ウロックス信仰がなく、外見上明白には混沌に汚染されていない混沌信者を発見する能力を持たないルナー帝国当局にとって、この神とその信仰は深刻な問題になりつつある。
サナター(Thanatar)
切り裂かれし神、首狩りの神。被害者の生首から知識を貪る混沌の知識神。もともとはティエン（Tien）という単独の神であったがウロックスとの戦いに敗れてその首を切り落とされてから（またはウロックスの息子と相打ちになり）、胴体は首狩りの神サン（Than。ティエンとも）、頭は知識の盗人アトヤー(Atyar)として、またサンとアトヤーを併せた信仰であるサナター(Thanatar)の三つの相で崇拝される様になった。
サナターのカルトでは信徒に対し死後、その魂を特殊な魔術で神の元から現世に召喚し、生贄の肉体を乗っ取り、定められた高位の信者に仕えることで、現世における新たな生を約束している。
死者の霊魂を辱めるゾンビ創造や死のルーンを所持することでフマクトと、生贄の魂魄をその首に縛り付けて知識や魔術を搾取する、書物に記載された内容や生贄の記憶を奪ってその知識を己のものとする、といった数々の知識を独占する能力を有することでランカー・マイと、またもちろんウロックスとも敵対関係にあり、さらに混沌を許容しているルナー帝国からすらもこの神の信者は狩り立てられる。武力、知力、政治力においてほぼグローランサ最強の戦力と伍す実力はまさに混沌の最強神といっても過言ではない。
混沌神として大きな勢力を持たないのは、サン、アトヤー、サナターの各宗派がともに偏執狂的な排他性をもって各派の秘儀を共有しない、またその知識に対する独占欲から他の混沌の存在からすら嫌われる点につきると思われる。

## 敵対的な神々
不浄の三神を含むすべての混沌神は、啓発によって混沌にさえ利用価値を認めるルナーの神殿以外、ほとんどありとあらゆる時代、地域、信仰においてこの世の最大の邪悪とされてきた。よって混沌でないほとんどの神性は混沌神に対して敵対的である。以下は反混沌のなかでも特に著名な神格を列挙したものである。
オーランス
神々の王として世界の支配者を自認するオーランスは世界に対する外部からの侵略である混沌に対してはもちろん、最初のうちは一族として目をかけ、あるいは負い目を感じこそすれ、その温情をことごとく仇で返したセッドや不浄の三神に対して強烈な憎悪を持つ。
ウロックス
オーランスの兄にして砂漠の暴風神でもあるウロックスはまた混沌を狩る狂戦士の神としても知られる。大暗黒期に混沌神の首魁、悪魔ワクボスを組み伏せてスパイク（ギリシャ神話のオリュンポス、仏教の須弥山に相当する山）の破片である大石塊の下敷きにしたことでも知られる。
カイガー・リートール
トロウル族の母神。第一期の末に混沌神グバージによって受けた呪いのもと、トロウルは急速にその数を減じつつあるために混沌に対するトロウルの憎しみは筆舌に尽くしがたく、『混沌殺しの石』など優れた対混沌の魔術を生み出した。
ゾラーク・ゾラーン
憎むべき混沌にその矛先が向いている間は良いということか、トロウルの戦神にして理由なき憎悪の神、暗黒の狂戦士の神であるゾラーク・ゾラーンはウロックスと友好関係浅からぬことで知られ、大小さまざまな混沌神を殺し、皮をはぎ、退散せしめた。特に対混沌に特化した魔術や武装は知られていないがイェルマリオから奪った熱の力によって暗黒神としてはぼ唯一、火の力を使えること、『治癒封じ』などの呪法とトロウルたちの持って生まれた膂力により、ゾラーク・ゾラーン信徒の勢力は対混沌包囲網の最右翼を担えるだけの戦力を誇る。